# 사쿠마 레이코
《사쿠마 레이코》는 일본 애니메이션 《괴담 레스토랑》에 등장하는 등장인물이다. 한국어 더빙판에서는 손가연으로 로컬라이징되었다.

## 소개
성우 - 아사노 마스미 / 이계윤
학급의 대표이며, 당당하고, 자기 주장이 강한 초등학교 6학년이다. 오오조라 아코(강보리), 코우모토 쇼우(차세형)와는 친구로, 같은반이다.